# Jean White-Haney
Rose Ethel Janet White-Haney (11 de marzo de 1877-21 de octubre de 1952) conocida como Jean White-Haney, fue una botánica australiana que fue oficial a cargo de la Junta de Asesoramiento en Queensland en la destrucción y el desarrollo de métodos de control biológico para la gestión de los cactus invasores.
Fue séptima de ocho hijos de padres nacidos en Inglaterra: Edward John White, astrónomo, y su esposa Sara 'Jean' Susana Catalina. Fue educada en privado hasta sus 15, y luego en el Colegio Presbiteriano de Ladies, y luego en la Universidad de Melbourne: el B.Sc. en 1904; M.Sc. en 1906, y su doctorado en Ciencias, en 1909.

## Algunas publicaciones
- 1916. Prickly-Pear Experimental Station, Dulacca: Report from 1st May, 1915, to 30th June, 1916. Ed. Gov. Printer, 45 pp.

## Honores
Miembro de
- 1908: Royal Society of Victoria
- 1919: Lyceum Club (secretaria de 1922a 1924, presidenta de 1924 a 1926)
- 1925: Queensland Bush Book Club
- 1924: Women's College, Univ. de Queensland

- La abreviatura «Jean White» se emplea para indicar a Jean White-Haney como autoridad en la descripción y clasificación científica de los vegetales.[1]